# Myriochele heruensis
Myriochele heruensis är en ringmaskart som beskrevs av Gibbs 1971. Myriochele heruensis ingår i släktet Myriochele och familjen Oweniidae. Inga underarter finns listade i Catalogue of Life.